# SP 警視庁警備部警護課第四係
『SP 警視庁警備部警護課第四係』（エスピー けいしちょうけいびぶけいごかだいよんがかり）は、2007年11月3日から2008年1月26日まで毎週土曜日23:10 - 23:55に、フジテレビ系の「土曜ドラマ」枠で放送された日本のテレビドラマ。主演はV6の岡田准一。
2008年4月5日の土曜プレミアム枠では、レギュラー放送では描かれなかったエピソードと共に、レギュラー放送の内容を回想で時系列に再編集した総集編『スペシャルアンコール特別編 Episode IVex.』を放送した。
東京ドラマアウォード2008 ノンジャンル部門作品賞受賞。
2008年に映画化が発表されて以降、長らく詳細な情報はなかったが、2009年9月に『SP THE MOTION PICTURE』のタイトルで正式な制作発表が行われ、8か月の撮影を経て2010年に『SP THE MOTION PICTURE 野望篇』、2011年に『SP THE MOTION PICTURE 革命篇』の二部作が公開された。映画『革命篇』のプロモーションとして、2011年3月4日に金曜プレステージ枠にて、『革命篇』のメイキング映像を加えた『スペシャルアンコール特別編』を再放送、翌日3月5日の土曜プレミアムにて、『野望篇』のダイジェストと共にスペシャルドラマ『革命前日』を放送した。
また、2010年から2012年にかけて『ビッグコミックスピリッツ』（小学館）にて漫画版が連載された。

## 概要
警視庁警備部警護第四係機動警護班に所属するSP・井上薫と、その仲間のSPがテロリストから警護対象者を守る姿を描いたテレビドラマ。「クールにとらわれない」というこの枠の方針により、連続ドラマでは珍しく、放映期間が11月から1月までである。金城一紀のオリジナル脚本による作品で、本人曰く「誰にも要請されずに制作し、フジテレビに押し売りした企画」 である。
主演の岡田准一は、『タイガー&ドラゴン』以来2年半ぶりの連続ドラマへの出演。本作の構想は2005年頃で、企画段階から参加していた岡田は、出演が正式に決定する1年以上前から役作りのためにスポーツジムへ通い、激しいアクションシーンに対応出来る体を作った。
総監督を務めるのは、『踊る大捜査線シリーズ』や映画『交渉人 真下正義』、『UDON』などの作品を手がけてきた本広克行。連続ドラマの監督を務めるのは『アンティーク 〜西洋骨董洋菓子店〜』以来6年ぶりとなる。金城一紀による脚本と、岡田准一と堤真一の組み合わせは、映画『フライ,ダディ,フライ』以来2度目となり、金城にとっては初の連続ドラマ脚本作でもある。
岡田や堤、真木よう子などの主要キャスト以外の多くは、小劇団の舞台俳優ら200人をオーディションでの即興劇などで審査し、反射神経の良さなどを見て選出された。

## 放送
初回は15分拡大版で放送したが、2007年ワールドカップバレーボールの中継延長のため、23:30 - 24:30に変更された。
日本テレビ系列（NNN)とのクロスネットで同時放送できないテレビ大分では、2008年1月7日より放送済みの回の集中放送を実施した。局の都合により16:9HDではなく4:3SD素材での放送。テレビ大分と同様の理由で同時放送できないテレビ宮崎では同年4月より、系列外局であるTBS系のテレビ山口では同年2月より、数話ずつ集中放送された。
2013年3月29日と30日に、フジテレビにて『SP 野望篇』『SP 革命篇』が地上波初放送された。

## 登場人物

### 警視庁警備部警護課第四係機動警護班
機動警護班は特定の担当要人を持たない遊軍であり、第1 - 4係の増援要請や欠員補充のための応援警護につく。新人はまずここに配属され仕事を覚える場合が多い。外国からのVIPの警護も短期勤務のため、この機動警護班から組織される。
井上 薫（いのうえ かおる）〈25〉
演 - 岡田准一（20年前：中島凱斗）
警護課第四係機動警護班隊員・巡査部長。
1982年12月20日生まれ。旧姓は「北村」。
国家公務員試験II種合格の準キャリア警察官。6歳の頃テロに巻き込まれて両親を亡くし、叔父である警視庁組織犯罪対策第一課長・井上修司の養子となる。事件で標的となった現総理・麻田が浮かべた笑みを目にして以来、悪夢に苛まれるようになる。
幼少期に両親を目の前で亡くした衝撃から、脳内物質のバランス構築に影響を受け、脳内が常に活性化していると言われる。五感や記憶機能が異常発達しており、この体質によって「シンクロ」「フォトグラフィック・メモリー」等の能力を持つ。訓練生時は通常の警護訓練では訓練にならず、より難度を高くした訓練が実施されていた。
仕事中、必ず手錠を忘れ、逮捕の際には毎回同僚から借りるようになる。通常、逮捕することがないSPには不要とも言えるものだが、異例のテロに直面する井上は度々犯人と対峙して逮捕してしまう。大規模任務では、尾形の意思により全体を見通すことの出来る外回りの配置が定位置となっている。
任務中は落ち着きがなく、4係でも最も新人で体格も不利な井上はSPとして警護対象者側から苦情を受けることも少なくない。山本には「一日中ボーっとしているだけ」と揶揄される。考えが露骨に顔に出る等、非常時とのギャップが大きい。
合コンに熱心だが、悪意なく相手の隠しごとを明らかにするデリカシーのないところが災いし、理想の女性像が非現実的だったりと一向に実を結ぶ気配がない。本人は「合コンが上手くいっていた」と思っているが、完全に空回りしていることに気づいておらず、尾形からは「お前の連れ合いはそう簡単に見つからない」と断言されている。
特殊体質の他、高い資格技能を要するSPとして射撃や護身術、様々な格闘術にも精通しており、跳び三角絞めや腕ひしぎ十字固めから裸絞めへ連携させるシーンも見られる。エスクリマやサンボの技も使用する。
読書の趣味があり、特別編では論語を用いて公安部に対する皮肉を言ってみせたり、Episode IIでは幅広い科学知識も披露している。自宅には犯罪心理学や軍事関連の書籍が大量にある。
シンクロ
原因は神経成長因子（NGF）の異常な分泌であり、高まり過ぎた脳内の活性によって感覚神経が過剰反応し、音や空気にも「同調（シンクロナイズ）」して、その場の異物や違和感を察知する。特に緊張下では 、アドレナリンやドーパミンなどにより一層NGFの合成が促進されるため、その能力が高まっている。感覚的な物であるため井上自身も自由に制御することは出来ていない。また神経の異常発達は脳に負荷を与え、いずれは脳や精神に予測できない異常をきたす恐れがあると、専門医は示唆している。その症状はEpisode IVにおける麻田首相の警護を皮切りに悪化が進み、普段街中を行き交う人にさえ「シンクロ」を起こしてしまうほどの能力のエスカレートに伴い、過度の負担が表れている。
トラッキング
残された足跡から、その人物の「年齢」「性別」「身体的特徴」「状態」などの情報を読み取る。ネイティブアメリカン（インディアン）が駆使する技術であり、誰でも習得が可能。井上の場合、大学生時のアメリカ留学中に独自に学んだもの。
フォトグラフィック・メモリー
写真を撮るように一瞬で物事を映像として記憶する能力。幼児期の子供の一部に見られる能力だが、通常は成長によって失われるものである。高い脳の活性により記憶力に優れる井上は、過去の記憶さえも鮮明に“見る”事が出来る。
予知、妄想
テロについて研究を積み重ねた上に、シンクロやフォトグラフィック・メモリーなどの能力による情報や知識から、井上はリアルな“妄想”のように現実に起こりうるテロの状況を的確に、鮮明にシミュレートする。そのビジョンは井上の中に井上自身によって再現されるものであり、“予知”したかのようにテロリストの思考を読み取るそれは、彼の中に根ざす深い闇の表れでもある。
これらの能力を駆使して、井上はテロリストと何度も対峙し逮捕する事になるが、それは“動く壁”と言われる警護課員の存在を超えており、SPの歴史にかつてない前例を作っている。
経歴
神奈川県立大学法学部法学科卒業→警視庁荒川署生活安全課配属→警視庁警備部第5機動隊配属→警護適任者として推薦を受け警察学校で訓練→ 警視庁警備部警護課第4係

尾形 総一郎（おがた そういちろう）〈38〉
演 - 堤真一（20年前：中井澤亮）
警護課第四係機動警護班係長・警部。
1972年7月7日生まれ。岡山県岡山市出身(漫画版では、高知県高知市出身)。
東大法学部出身でキャリアとしての能力を持ちながら、あえて一般採用で入庁し、昇任試験も受けずにいる現場主義者。警察組織の改革論者であり、井上ら機動警護班は尾形に集められたチームである。新たな人材を探していた際に井上を紹介され、異例の抜擢で引き入れる。少年時代に前述のテロを目撃しており、井上同様に麻田を疑問視している。その事件の真相を探るため、密かにテロの犯人山西を追及する。
組織の隠蔽体質や脅威を軽視する現状を良しとせず、上司にも度々意見する。衝突が少なくないもののその能力は上層部にも認められており、課内での信頼は厚い。そのため仕事は多忙を極めるが、ときには部下達にせがまれて飲みに連れて行くことも。
井上の過去を知る者で、常に距離を置いて見守っている。警護現場でも問題視されがちな井上の後ろ盾となり、常に自由に動かせる。しかし、そうした行動の真意は語らない、影を帯びた人物。
軍隊格闘術系の素養があり、高い射撃能力や近接格闘能力を持つ。
笹本 絵里（ささもと えり）〈26〉
演 - 真木よう子
警護課第四係機動警護班隊員・巡査部長。
本作のヒロインで第4係の紅一点。容姿端麗でクールな情熱家。男勝りの性格と度胸を持ち、口が悪い。射撃の元オリンピック候補選手であり、身体能力も高く、SPとしての資質は男性隊員に引けをとらない。両親からは常に危険と隣り合わせなSPをやめるように懇願されている。
井上が配属された当初は懐疑的だったが、現場でその才能に気づき、早くから井上を認めている。その特異性ゆえに時に誤解を招いたり不調に苛まれる井上をさりげなく気遣うなど、後輩思いの一面もある。井上同様に勘が良く行動力がある為、井上とは任務上のパートナーとして特に相性がいい。井上が自分に気があると思い込んでいる。
黄色いハンドグリップやルービックキューブを愛用しいつも鍛えている。【関さばのように身が引き締まった男性】が好みのタイプだが、曰く「いい男が警察官になるわけない」。
合気道の他にクラヴ・マガを使用。
山本 隆文（やまもと たかふみ）〈25〉
演 - 松尾諭
警護課第四係機動警護班隊員・巡査部長。
総合格闘家を目指しており、当初は格闘家としての経歴に箔をつける為にSPになった。井上より2か月早く配属されたため、先輩風を吹かせる。井上に対抗意識を抱き、行き過ぎた行動に反感を表すが、井上の活躍を無かったことにする上層部には不満を感じている。
井上を「疫病神」だと言い張るものの、時折り、彼を気遣う言動を見せる。
七三分けの髪型を今時頑なに守る珍しい男である。人一倍食欲旺盛で、警護対象者に毒見を求められると大食いし、一同を呆れさせた。また、小学生レベルのなぞなぞに答えられず、井上から呆れられていた。笹本からはよく頭を叩かれている。
多忙な任務のため、高校時代から付き合っている彼女とは破局の危機にある。
タックルやスラムなど、総合格闘技の技術を活かしたパワフルな戦いを得意とする。
石田 光男（いしだ みつお）
演 - 神尾佑
警護課第四係機動警護班隊員・警部補。
尾形のサポートを務め、笹本、山本、井上の面倒を見るサブリーダー的存在で警護課の誰からも慕われている。寡黙で意志が強く、不言実行タイプ。バツイチで3歳の娘がいるものの、仕事が忙しく何か月も会えないこともある。任務中は娘の写真を胸ポケットに入れてお守りにする。
以前はSPとして井上を疑問視していたが、次第にその資質を知り受け入れるようになる。後輩たちを常に見守り、理解され難い井上を気にかけている。
柔道の有段者で投げ技を多用する。
2007年1月に放送された、踊る大捜査線のスピンオフドラマ『警護官 内田晋三』に警護課第4係の巡査部長（作中で2004年12月24日当時）として、本作に先駆けて登場している。

### 警察関係者
原川 幸子（はらかわ さちこ）〈39〉
演 - 平田敦子
警視庁警備部警護課庶務係（警察事務職員）。
兵庫県出身。勤続20年。趣味は美味しいお店探し。特に肉には目がない。特技は珠算（そろばん）1級。いつも井上の訳の分からない経費請求書や伝票の処理に手を焼いている。
笹本と仲が良い。石田に優しく接し、尾形には密かな好意を抱いている。一方、井上と山本には辛辣である。
中尾 義春（なかお よしはる）
演 - 江上真悟
警視庁警備部警護課長。階級は警視。
ノンキャリアながら課長までのぼり詰めた人物。「平穏無事に定年が迎えられるように」と願う、事なかれ主義者。長い現場の経験からSPの苦労は誰よりも知ってはいる。はねっかえりの尾形と井上に厳しくあたり、騒動の多い第4係に苦労している。井上らのことは「（尾形の）お気に入りの部下」と呼ぶ。
前任の課長は内田晋三警部である。
西島 勇司（にしじま ゆうじ）
演 - 飯田基祐
警視庁警備部警護課理事官。階級は警視。
東大法学部出身のキャリア組。組織人としての考え方を持つ傍ら、現状に不満を抱いている。尾形らの異例な警護方針を個人的に容認している。穏やかな物腰ながら、非情な一面を隠し持つ。
内部情報の流出事件に関わり、最終話にて遺体で発見されたが、処理上は自殺とされている。
梶山 光彦（かじやま みつひこ）
演 - 伊達暁
警視庁警備部警護課理事官。階級は警視。
西島の後任。尾形とは同じ東大法学部出身で、政治経済研究会の後輩でもある。
田中 一郎（たなか いちろう）
演 - 野間口徹
警視庁公安部公安第一課。階級は巡査部長。
行動確認が得意。職業柄情報に通じており、その調査は組織内部にも及ぶ。井上とは同期。井上曰く「地味すぎてモテないジェームズ・ボンド」。顔を合わせる（ほぼエレベーター内であるが）たび、シニカルな会話を交わすが、時に謎めいた忠告を与える。
井上の特殊な能力を知っている。
陸上競技経験者であり、過去に右足のアキレス腱を痛めている。
室伏 茂（むろふし しげる）
演 - 春田純一
警視庁公安部公安第一課 係長。
田中の上司。憶測やカンは信用しておらず、目に見えたものしか信用しない性分。
厄介事や埒が明かないことに対しての「めんどくさい」が口癖。

### テロリスト
大男
演 - 三代目魚武濱田成夫
ナイフマニア。スキンヘッドの大男。Episode Iで井上にナイフや仕込み杖で襲いかかり、井上に逮捕されるが、証拠不十分により釈放。
この事件から井上に敵意を抱いており、麻田総理狙撃の囮（おとり）役として再度犯行に及ぶ。
山西 一弥（やまにし かずや）
演 - 平田満
Episode III（第5話）から登場。麻田衆議院議員襲撃事件を起こし、井上の両親を刺殺した犯人。当初は麻田による偽装工作を主張するも、後に自らの犯意を認め、20年間服役。仮釈放された後、麻田への復讐を果たそうと計画を実行に移す。
『LIVERPOOL cleaning』（リバプール・クリーニング）
清掃業者を装った4人組の殺し屋で、仕事にリアリズムを求める。Episode II-3（第4話）から登場。仕事依頼が来るまではそれぞれ釣りをしたり、トレーニングをしたり、ボウリングに行ったり自由に生活する。最終話では、田中が『LIVERPOOL cleaning』の車を目撃している。
グループ名及びメンバーの呼び名や第7話で利用するファミリーレストラン「イェスタデイ」などの名称は、ビートルズにちなんだものであり、グループ名はその出身地であるリヴァプールから、先述のレストランの店名はその楽曲名から。
ジョン
演 - 多田淳之介
仕事依頼を受けて情報を通達する、4人の中でリーダーのような存在。自称「イギリスからの帰国子女」で、英語はほぼネイディブ。ニューヨークで演劇も習っていたらしい。
呼び名はジョン・レノンから。
リンゴ
演 - 日下部そう
いい加減な態度が目立ち、ジョンの話も真剣には聞いていない。ボウリングが得意。
呼び名はリンゴ・スターから。
ポール
演 - チョウソンハ
丸眼鏡をかけた男。大の煙草嫌い。負けず嫌い。Episode IIIではジョージと共に変装し、中国人女性や韓国人観光客を装ってホテルに潜伏。時にはホテルのボーイに変装して大橋を狙う。潜入中、井上の勘の良さに気付いていた。
呼び名はポール・マッカートニーから。
ジョージ
演 - 中川智明
坊主頭の男。ポールと組むことが多い。中国人、韓国人に変装してホテルにチェックイン。大橋殺害の機会を窺う。ハイライトを愛煙しているが、煙草嫌いのポールから煙たがられている。
呼び名はジョージ・ハリスンから。
『LIVERPOOL Air-conditioning System』（リバプール・空調システム）
リバプールクリーニングと同じく清掃業者を装った4人組の殺し屋だが、こちらは空調システム。国会議事堂に地雷や爆薬などの兵器を運び入れ、爆薬のデモンストレーションを行う目的として衆議院第二議員会館に爆薬をセットする役割。
侵入する際、エアコンの定期クリーニングに雇われていた本物の清掃業者と入れ替わって侵入した。

### その他
麻田 雄三（あさだ ゆうぞう）
演 - 山本圭
内閣総理大臣。政和党所属。
20年前の議員時代、自身の人気取りのため秘書に指示して偽装テロを起こした。
少年時代の井上を庇ったとして英雄視されており、現在では対テロの強硬論者となっている。
伊達 國雄（だて くにお）
演 - 香川照之
与党幹事長。
尾形の兄。革命を利用して総理大臣になろうと企む。ルックスが良く、国民からの人気が高い。
森 純子（もり じゅんこ）
演 - 峯村リエ
井上を診察する関東警察病院の担当医。
仕事を理由に治療に専念しない井上を危惧して厳しく忠告する。
北村 健史（きたむら けんじ）
演 - 農塚誓志
薫の実父。
北村 泰子（きたむら やすこ）
演 - 中込佐知子
薫の実母。
成瀬 日出雄（なるせ ひでお）
演 - 吉満涼太
伊達と尾形の実父。麻田により、自殺に見せかけて殺された。
衆議院議員時代に架空の口座を開き、不正な利益を手にした疑いをかけられて無罪を主張中に自殺ということになっているが、実際は麻田の命令で架空の口座を開いただけで利益を手にしていたのは麻田であった。

### ゲスト

#### Episode I（第1話）
大川 優子（おおかわ ゆうこ）
演 - 大場久美子
井上らが警護を担当する東京都知事。尾形曰く「黙っていられない人」。
定例会見で質問した郷田に対して辛辣で、恨みを買うことになる。
郷田（ごうだ）
演 - 夏目慎也
新聞記者。東京大学法学部出身を矜持としているが、うだつの上がらなさから大川都知事や他の記者から馬鹿にされている。
大川への恨みから拳銃を入手し、襲撃事件を起こす。
佐々木 朋美（ささき ともみ）
演 - 井端珠里
井上のお見合い相手。井上から自己紹介コメントの嘘や出身地等を次々に指摘されて不愉快になる。
安原（やすはら）
演 - ムロツヨシ
井上と共にお見合いに参加する男。

#### Episode II（第2 - 4話）
加藤 純三（かとう じゅんぞう）
演 - 露木茂
井上と笹本が警護する元内閣総理大臣。総理への再登板が噂される。
警護中の井上を見て気に入り、「SPにしておくのはもったいない。いい目をしている。自分の下で働かないか」と声を掛ける。
加藤 君枝（かとう きみえ）
演 - 島かおり
加藤元総理の妻。金田からの電話を受けた際、すぐに夫の居場所を吐かなかった。
加藤 咲枝（かとう さきえ）
演 - 柴山智加
加藤元総理の娘。
加藤 雄大（かとう ゆうだい）
演 - 秋山悠介
加藤元総理の孫。
篠田（しのだ）
演 - 谷川昭一朗
「大和病院」医師。加藤の手術を担当。
富永 幸子（とみなが）
演 - 深浦加奈子
「大和病院」ナース長。
銃で脅されて情報を与えてしまうも、テロリストを制圧しようとする井上らに協力する。
拘束されていた笹本をすぐに手当てしていた。
飯田（いいだ）
演 - 伊藤正之
加藤元総理の秘書。最初はテロリストに強硬な態度を取るが、加藤の身を人質に取られたことが分かると要求に従う。
強いものには平身低頭。
石渡昭（いしわたり あきら）
演 - 小須田康人
飯田と顔見知りの証券マン。
テロリスト6人組
全員が元自衛官という経歴を持つ。元総理を人質にし、株取引を利用して身代金を要求。この時に奪取して海外の秘密口座に送金された3億円の身代金が、黒幕である与党幹事長・伊達国雄の手に渡っており、野望編から革命編に渡るテロの資金となった。
金田（かねだ）
演 - 北村有起哉
リーダー格。サングラスを着用。元総理の情報を受け取り、沼田ら5人を率いて病院占拠を敢行する。
金には興味がなく、計画を遂行することに重きを置き、逃げ切ることは考えていない。常に沈着冷静な態度を崩さない。本人曰く「一度も戦ったことが無い軍人」。元自衛官。「うん」と言う癖がある。
沼田（ぬまた）
演 - パク・ソヒ
井上がテロリストらを軍人と見破ったのは彼の足跡から。命令口調が目立つ。人質の動きを常に見ており、比較的隙がないが、井上には敵わなかった。1F制圧担当。
垣原（かきはら）
演 - 山根和馬
2F制圧担当。物音には機敏に反応していたが、井上の生理食塩水と除細動器を使った作戦で感電して敗れる。
小林（こばやし）
演 - 佐久間哲
3F制圧担当。独り言が多い。井上の液体窒素を使った作戦に引っかかって締め上げられて気絶。
赤城（あかぎ）
演 - 西冬彦
4F制圧担当。自信家なのか、笹本を拘束した際に「俺たちを倒せるチャンスを2%にしてやるよ」と目の前に手錠の鍵を置いたため、自らに返ってくることになる。
吉野（よしの）
演 - 趙珉和
金田と共に5Fのナースステーションに陣取り、ネットトレーディングを担当。カッとなりやすく、ストレス回避にチョコレートを常備している。

#### Episode III（第5 - 7話）
大橋 正一（おおはし しょういち）
演 - 片桐仁（ラーメンズ）
井上達が警護する「シルバー証券」社長。通称『裏の金庫番』。
傲慢な態度かつ不安定で警戒心が異常に強い。SPを信用せず、尾形らともトラブルを引き起こす。
妻と娘がおり、家族の写真を大切にしている。
溝口（みぞぐち）
演 - 須永慶
大橋の警護を警視庁に依頼する幹部のひとり。
伊勢崎 武則（いせさき たけのり）
演 - 大出俊
警視庁警備部長。
検察に対して批判的である。尾形を呼び出しても必要以上の情報を与えようとしない。
海老原 圭介（えびはら けいすけ）
演 - 北山雅康
「フューチャーズグループ」取締役。LIVERPOOL cleaningにより、飲酒後の入浴によって溺死したように見せかけて殺害される。
湯川 学（ゆかわ まなぶ）
演 - みっちー
『ガリレオ』の主人公。釣り堀に登場した人物の中で唯一、役者が明かされている 。

#### Episode Ø  Countdown to Crisis（第8話）
佐伯（さいき）
演 - 髙橋洋
警察学校で井上と共に警護訓練を受ける訓練生。
工藤（くどう）
演 - 偉藤厚次
警察学校教官。井上と佐伯の訓練で、警護対象者役を演じる。
熊田（くまた）
演 - 古川悦史
警察学校教官。尾形の先輩であり、井上と引き合わせる。井上の類稀な資質を評価しているが、現状では井上を使いこなせる上司がいないと考えている。

#### Episode IV（第9話 - 最終話）
木内 教永（きうち のりなが）
演 - 古山憲太郎
謎の狙撃手。黒いニット帽を被った男。麻田総理襲撃の指示を受け、会場の屋上から狙撃銃（ペイント弾）で狙撃する。
実は警察官であり、最終話では警護課第4係機動警護班の隊員として配属される。
高島 清（たかしま きよし）
演 - 近江谷太朗
麻田総理首席秘書官。
20年前、山西を雇って麻田と偽装テロを仕組む。
豊嶋（とよしま）
演 - 永井秀樹
警護課 第一係 係長。
小波（こなみ）
演 - 津村知与支
警護課 管理官。

## スペシャル『革命前日』および劇場版
オリジナルメンバーは引き続き続投し、映画から香川照之が出演。2010年10月30日に『野望篇（Episode V）』が、2011年3月12日に『革命篇（Episode VI/The Final Episode）』が順次公開された。『革命篇』公開に先立って同年3月5日、土曜プレミアムにて、『革命篇』の前日を描く内容の『SP 革命前日 Pre Episode VI』が放送された。

## スタッフ
- 原案・脚本 - 金城一紀
- 音楽 - 菅野祐悟
- 総監督 - 本広克行
- 演出 - 波多野貴文、藤本周
- 主題歌 - V6「way of life」（avex trax）
- 編成 - 松崎容子

| - 演出補 - 大畑真治、小野浩司、下畠優太、久野拓 - 演出補応援 - 木村好克、朴用九、武田祐輔 - プロデュース補 - 榊原妙子、笛木志津香 - 技術プロデュース - 友部節子 - 技術プロディース補 - 菅原光宏 - 撮影 - 川越一成 - 撮影助手 - 宮崎智之 - 撮影応援 - 山﨑伸一 - 撮影助手応援 - 冨永健二 - 照明 - 木村伸、堀田耕二 - 照明助手 - 川埜允史、小野村宗則 - 照明助手応援 - 高橋幸司、近松光 - 音声 - 神波哲史 - 音声助手 - 黒田啓介、塩瀬昌彦 - 映像 - 岡村亮 - 映像応援 - 植木康弘 - 編集 - 河村信二 - ライン編集 - 松本英之 - ライン編集助手 - 西山貴文 - 選曲 - 大森力也 - 音響効果 - 寺岡基臣 - MA - 蜂谷博 - 美術プロデュース - 宮崎かおる - デザイン - 棈木陽次 - デザイン助手 - 斎田崇史 - 美術進行 - 大倉謙介 - 大道具 - 高橋千鶴 - 大道具助手 - 中島雅之 - 操作 - 内堀圭一 - 操作助手 - 村上公志 - 建具 - 阿久津正巳 - 装飾 - 木下堅善・野本隆行 | - 装飾助手 - 西田祐紀・乾川太志 - 持道具 - 岡田哲也・志田尚二 - 衣裳 - 加藤美紀 - 衣裳助手 - 山子美鈴・牧亜矢美 - メイク - 對馬晶子 - メイク助手 - 瀬下由紀 - メイク応援 - 佐々木精一 - 視覚効果 - 菅谷守 - ガンエフェクト - パイロテック - 電飾 - 田中信太郎 - アクリル装飾 - 國母淳一 - 植木装飾 - 笹川忠由 - 生花装飾 - 牧島美恵 - フードコーディネイト - 住川啓子 - 警護技術監修 - セコムジャスティック - タイトルバック・CG - 山本雅之、鴫原譲、戸梶雅章、前田優 - ファイティングコーディネート - 佐々木修平 - 軍事指導 - 越康広 - トレーナー - 高橋義人 - 広報 - 田中奈美 - ホームページ - 伏見香織・丸谷利一 - 広報宣伝部 - 末松千鶴・島谷真理 - 写真 - 西川直樹、米谷圭司 - 車輌 - 齋藤順一、諸橋浩、浅野泰行、井上勉、吉田庸、月岡清水 - スケジュール - 長瀬国博 - 記録 - 島田伸子・手島優子 - 制作担当 - 巣立恭平 - 制作主任 - 長谷川晴彦・小柳智則・中川和則 - 制作進行 - 伊澤紀人 - 制作応援 - 教野陽子 - 制作デスク - 原川加代 |

- プロデュース - 高井一郎
- 制作 - フジテレビドラマ制作センター
- 制作著作 - フジテレビ

## 使用楽曲
Avexから発売されたサウンドトラック盤は20曲収録。うち19曲は"Selection Pressure"から"Skin Pop"までSとPで始まる曲名が並ぶ。これらはオリジナル楽曲で、以下に挙げる使用されたクラシック曲は収録されていない。

### episode I
フランツ・リスト
死の舞踏,S.126
Jorge Bolet(Piano), London Symphony Orchestra, Ivan Fischer

エクトル・ベルリオーズ
幻想交響曲 作品14第1楽章夢・情熱

幻想交響曲 作品14第4楽章断頭台への行進

幻想交響曲 作品14第5楽章サバトの夜の夢
Chicago Symphony Orchestra, Claudio Abbado

### episode II
ヨハネス・ブラームス
ピアノ協奏曲第2番 変ロ長調 作品83第1楽章
Radio Symphony Orchestra Ljubljana, Anton Nanut

ドミートリイ・ショスタコーヴィチ
交響曲 第10番 ホ短調 作品93第2楽章
The Philadelphia Orchestra, Mariss Jansons
交響曲 第7番 ハ長調 作品60「レニングラード」第1楽章
Leningrad Philharmonic Orchestra, Mariss Jansons
交響曲 第5番 ニ短調 作品47第4楽章
Wiener Philharmoniker, Mariss Jansons

### episode III
ヨハン・シュトラウス2世
ワルツ「美しく青きドナウ」作品314
Wiener Philharmoniker, Lorin Maazel

フランツ・リスト
メフィスト・ワルツ

レーナウの「ファウスト」による2つのエピソードから第2曲 村の居酒屋での踊り
Berliner Philharmoniker, Herbert von Karajan

ルートヴィヒ・ヴァン・ベートーヴェン
ピアノ・ソナタ 第8番 ハ短調 作品13「悲愴」第2楽章

ピアノ・ソナタ 第23番 ヘ短調 作品57「熱情」第1楽章

ピアノ・ソナタ 第23番 ヘ短調 作品57「熱情」第3楽章
Emil Gilels(Piano)

### episode Ø  Countdown to Crisis
モーリス・ラヴェル
亡き王女のためのパヴァーヌ
Orchestre symphonique de Montréal, Charles Dutoit

エドワード・エルガー
行進曲「威風堂々」作品39第4番 ト長調
London Symphony Orchestra, Adrian Boult

カール・オルフ
「カルミナ・ブラーナ」より おお、運命の女神よ
Royal Philharmonic Orchestra, Antal Doráti

### episode IV
ヨハン・ゼバスティアン・バッハ
マタイ受難曲 BWV244 第2部 第39曲

アリア「憐れみたまえ、わが神よ」
The Amsterdam Baroque Orchestra, Ton Koopman

ジュゼッペ・ヴェルディ
レクイエム 怒りの日（続舗）怒りの日

レクイエム 怒りの日（続舗）くすしきラッパの音
Berliner Philharmoniker, Claudio Abbado

エドワード・エルガー
行進曲「威風堂々」作品39第1番 二長調
BBC Symphony Orchestra, Leonard Bernstein

グレゴリオ・アレグリ
ミゼレーレ
The tallis Scholars, Peter Phillips

ヴォルフガング・アマデウス・モーツァルト
レクイエム ニ短調 K.626III.続舗 怒りの日

レクイエム ニ短調 K.626III.続舗 涙の日
Berliner Philharmoniker, Riccardo Muti

ヘンリク・グレツキ
交響曲 第3番 作品36「悲歌のシンフォニー」第1楽章
London Sinfonietta, David Zinman

ガブリエル・フォーレ
レクイエム作品48 第4曲「ああ、イエズスよ」
Academy of St.Martin in the Fields, George Guest

## エピソードリスト

### 連続ドラマ
| 話数 | エピソードタイトル エピソード       | 初回放送日     | 視聴率 |
| --- | ----------------------------------- | -------------- | ------ |
| 第1話 | 東京都知事暗殺を阻止せよ Episode I  | 2007年11月3日  | 14.5%  |
| 特殊な能力を持ったSP・井上薫は、お見合い会の最中に上司・尾形総一郎から呼び出され、東京都知事・大川優子の警護を命令される。都知事が俳優である甥のプロモーションのため向かったシネコンにて、井上は不審な男を目撃、激闘の末逮捕する。しかし逮捕行為はSPの職務とされた範囲を超える行動であると、警護課長・中尾に咎められる。その後引き続き都知事の警護を続ける井上ら警護第4係だが、密かに一人の男が都知事への殺意を募らせていた。 |                                     |                |        |
| 第2話 | 元内閣総理大臣を警護せよ Episode II | 2007年11月10日 | 17.6%  |
| 第3話 | テロリストを排除せよ Episode II     | 2007年11月17日 | 15.2%  |
| 第4話 | 元総理を救出せよ Episode II         | 2007年11月24日 | 15.7%  |
| 警護訓練後、頭痛とめまいに襲われた井上は、病院での検査の結果、NGFの血中濃度が高すぎると診断される。それによって記憶力や五感が異常に鋭敏化し、このままでは日常生活に支障が生じるはずとのこと。医師から「幼少期に何か強いショックを受けたことはあるか」と尋ねられるが、憶えが無いと返答する井上。緊張状態が続くと症状が進行してしまうと警告を受けたものの、尾形には単なる過労と誤魔化す。そんな中、井上と笹本は、検査入院のため大和病院に赴く加藤元総理の警護を言い渡される。元総理の手術が始まった頃、突如怪しげな男達により病院が占拠され、元総理と医師、入院患者らを人質にとられてしまう。笹本は武装した犯人によって拘束される。食事休憩で病院から離れようとしていた井上は、危機を感じて病院に戻り、医師に扮して人質に紛れ制圧のチャンスを窺う。テロリストの計画は着実に進み、強行論者である麻田首相の指揮により、腰の重かったSATの強行突入の準備が整いつつある中、井上・笹本の反撃が始まった。 |                                     |                |        |
| 第5話 | 重要参考人を警護せよ Episode III    | 2007年12月1日  | 14.1%  |
| 第6話 | 暗殺者を確保せよ Episode III        | 2007年12月8日  | 14.6%  |
| 第7話 | 特別警護を完遂せよ Episode III      | 2007年12月15日 | 15.5%  |
| 都内某刑務所・面会室。尾形が、今から20年前麻田雄三現総理を狙ったテロを起こし、その際、井上の両親を殺害した張本人、山西と面会していた。尾形は、学生当時あの惨劇の現場に居合わせており、山西がその事件の裏を知っていると確信し問いつめるも、意味深な発言をして不気味な笑みだけを浮かべる山西。上層部から証券取引法違反事件の重要参考人の大橋正一の極秘警護を命じられた尾形は、井上ら機動警護班の4人と共にホテルに潜む大橋の警護に向かう。その少し前、清掃員風の男たち4人組は、同じく事件に絡んでいたとされる男を事故死に見せかけて殺害。2人は大橋の宿泊しているホテルに潜伏し、その命を奪う機会を窺っていた。大橋は潜伏生活の重圧により、ホテルから逃走を図るまでの精神状態に追い詰められていた。危機感が募る井上ら警護班。すると大橋は気分転換にホテルのプールに行きたいと言い出す。その会話を盗聴していた犯人2人は、殺害計画を決行するべく動き出す。                                             |                                     |                |        |
| 第8話 | 警護四係に合流せよ Episode Ø        | 2007年12月22日 | 12.6%  |
| 井上の過去を中心に描いたストーリー。警察学校での訓練の最中、井上は次々と張り巡らされた罠を突破するが、最後の関門で警護対象者役を守れず失敗してしまう。その訓練の一部始終を見ていた尾形は、井上の話を聞く内に、彼を部下としてチームに引き入れることを決意。そして5ヵ月後、井上は機動警護班に迎えられる。 |                                     |                |        |
| 第9話 | 巨大アトリウムを警護せよ Episode IV | 2008年1月12日  | 13.8%  |
| 第10話 | 警護課員皆殺しを阻止せよ Episode IV | 2008年1月19日  | 16.6%  |
| 最終話 | 動く壁を完遂せよ Episode IV         | 2008年1月26日  | 18.9%  |
| 井上ら機動警護班の面々がそれぞれに業務を果たす中、尾形は警護課改革案上申書を上司・中尾に提出するが、却下されてしまう。一方で井上の両親を殺害したテロリスト・山西が出所してくる。山西の行動確認を行っていた田中は言い知れぬ不安に駆られるが、山西は特に目立つ行動はせず、上司室伏に打ち切りを指示される。機動警護班は2日後、永正大学で行われる永正記念館落成式典に出席する麻田総理の応援警護につくことになる。裏では警察内部で暗躍する者が、謎の男と都知事襲撃未遂事件の大男に式典の情報を流していた。同時に麻田への憎悪を募らせる山西もまた行動を起こそうとしていた。式典当日、任務に就く井上の脳裏には、20年前の惨劇と麻田の口元に浮かんだ笑みがフラッシュバックし、黒い妄想に取りつかれる。山西、謎の男、大男も会場に集う中、一発の銃声を引き金に「事件」は起こった。 |                                     |                |        |

- 平均視聴率 15.4%[11]（視聴率はビデオリサーチ調べ、関東地区・世帯）

### スペシャル
| 話数 | エピソードタイトル エピソード                                                                                      | 初回放送日   | 視聴率 |
| --- | --- | ------------ | ------ |
| 1 | スペシャルアンコール特別編 〜全11話に新撮シーンも加え再編集!すべての謎にちりばめられた伏線を見逃すな Episode IVex. | 2008年4月5日 | 21.5%  |
| 首相暗殺未遂事件の数日後、井上は公安第一課の室伏と田中から取調べを受ける。室伏は井上が警護課に配属されてから担当した、都知事警護、病院での要人警護、重要参考人の極秘警護について質問する。更に首相暗殺未遂事件で残された幾つかの謎に関する追及に加え、第4係のメンバーとの個人的な交流について尋ねる。 | |              |        |

## 備考
踊る大捜査線・本広監督作品との繋がり
警護課の部屋のセットは、テレビドラマ『踊る大捜査線』の美術スタッフが手掛けており、湾岸署と似通っている部分もある。このことを本広は「知っている風景の画面が流れると見たくなるものだと思う」と語っている。
石田光男は2007年1月27日にフジテレビ系『土曜プレミアム』にて放送された『トリビアの泉 今夜復活踊る大へぇへぇ祭り!!』内で放送された踊る大捜査線のスピンオフドラマ『警護官 内田晋三』にて、主人公内田晋三の部下として登場している。本作では当時より昇進している。
『踊る大捜査線』シリーズを手がけた本広克行総監督による遊び心により、第1話の劇中に映画『交渉人 真下正義』の続編を思わせるような『交渉人2』と書かれたポスターが映っている。他にも第2話では映画『スペーストラベラーズ』や『交渉人 真下正義』に登場したものと同じクマのぬいぐるみが、第5話では『踊る大捜査線』や『交渉人 真下正義』でも登場するボクシングの練習をしている親子も登場している。
SPバッジ
Episode III-1（*2008年1月に放映された『ガリレオ』のスピンオフ作品『ユンゲル』に登場するSPが、本作と同じSPバッジを着けていた。
フジテレビアナウンサーの客演
所々のEpisodeにフジテレビアナウンサーが出演している。EpisodeI（第1話）では東京都知事にインタビュアーとして宮瀬茉祐子アナ、EpisodeIII-1（第5話）の報道番組のニュースキャスターに大島由香里アナ、同じくEpisodeIII-1で道に迷っているエキストラ（人）役として伊藤利尋アナ、EpisodeIV-2（第10話）では女性SP役（部署は不明）として松尾翠アナがそれぞれ出演している。伊藤利尋アナと松尾翠アナはめざましどようびの企画「SPSP」を担当していることから出演が決まった。
続編を示唆する演出
特別編放送後に続編として映画化が発表されたが、その前の最終話、尾形と井上がにらみ合うラストシーンの直後の暗転するカットで一瞬だけ注意して見ないと気がつかないほどうっすらと画面センターに"つづく"と表示されている。
再放送中止
2022年7月9日より北海道文化放送、同11日からは福島テレビで再放送が予定されていたが、8日に発生した安倍晋三銃撃事件の影響を受け両局とも中止された。北海道文化放送では8月20日より改めて放送されたが、福島テレビでの再放送はその後も行われていない。

## ロケ地
- Episode I（第1話）で、都知事大川優子が映画の試写会鑑賞(交渉人2）に行った豊洲の映画館は、外観は実際に豊洲にあるららぽーと豊洲、内装のロビーはユナイテッドシネマとしまえん、スクリーンはとしまえんではない[どこ?]。井上薫が合コンをしていた店は、港区六本木の「57 FIFTY SEVEN」である。都知事が選挙の演説をしていた場所は、天王洲セントラルタワー付近である。郷田が拳銃を手に入れた場所は、越中島公園である。
- Episode II（第2 - 4話）で、テロの舞台となった「大和病院」は、現在[いつ?]では使用されなくなった神奈川県大和市にある田園都市厚生病院が使われている。撮影後に中央林間緑野病院→緑野リハビリテーション病院のように病院として使用されている。元総理が病院に向かう際に家族に見送られて出てきた玄関門は、文京区にある六義園の通用門である。井上薫が診察を受けた「関東警察病院」は、横浜市立大学附属病院が使われている。
- Episode III（第5 - 7話）で、『LIVERPOOL cleaning』のジョンが釣りをしていた釣り堀は、JR市ケ谷駅近くの市ヶ谷フィッシュセンターであり、テレビドラマ『暴れん坊ママ』から大泉洋・上戸彩、『ガリレオ』から福山雅治・渡辺いっけいらに似せた人物が登場している。ポールがジョギングしていた公園は府中の森公園である。ジョンとリンゴが遊んでいたボウリング場は、港区にある田町ハイレーンである。
- Episode III（第5 - 7話）で、大橋正一が潜んでいた「オーシャンパークホテル」は、千葉県千葉市美浜区にあるアパホテル&リゾート東京ベイ幕張が使われている。大橋の水泳シーンは、リビエラスポーツクラブ南青山の室内プールが使われている。大橋が移動させられた「ホテルサンセット東京」は、ロワジールホテル厚木が使われている。最後に大橋が移動させられた「プライムホテル」は、ホテルニューワシントンが使われている。
- Episode Ø（第8話）で、井上薫がSPの訓練をしていた場所は、学校法人加藤学園の御殿場キャンパス（旧富士フェニックス短期大学）であり、尾形総一郎がその訓練の様子を見ていた場所は、横浜市の開港広場に隣接する横浜開港資料館旧館である。新人の井上が警護の任務にあたった「国際石油会館」は、茨城県つくば市のつくば国際会議場が使われている。
- Episode IV（第9 - 最終話）で、テロの舞台となった「永正大学」は、埼玉県立大学が使われており、金城一紀著『SPEED』にも登場する大学である。「永正記念館のアトリウム」は、東京ビッグサイトが使われている。井上薫と麻田総理が逃げ込んだ「永正記念館のホール」は、千葉県松戸市にある森のホール21の大ホールが使われている。
- Episode IV（第9 - 最終話）で、井上薫が幼少の頃に遭遇した殺人事件が起きた「駅前広場」は、横浜市の開港広場（中区日本大通り）が使われている。事件前日にベンチに座っている井上と山西が顔を見合わせるシーンがあるが、実際の広場にはベンチはない。

## 関連書籍

### シナリオ本
- 「SP 警視庁警備部警護課第四係」
  - 扶桑社版 2008年3月5日発売 ISBN 978-4594055547
  - 角川文庫版 2010年10月23日発売 ISBN 978-4594055547

金城一紀著。ドラマ全話の内容に加え、金城一紀による脚注も載せられている。

### 漫画
ビッグコミックスピリッツ2010年9号より2012年15号まで連載。原作シナリオは金城一紀が書き下ろし、作画は灰原薬が担当している。ドラマ版のストーリーと漫画版のオリジナルエピソードを織り交ぜた内容となっている。なおEpisode IIの事件は省略されている。
- 第1巻（2010年7月30日発売、ISBN 978-4091831606）[注釈 3]
- 第2巻（2010年9月30日発売、ISBN 978-4091834805）[注釈 4]
- 第3巻（2010年12月25日発売、ISBN 978-4091836151）[注釈 5]
- 第4巻（2011年3月30日発売、ISBN 978-4091837493）[注釈 6]
- 第5巻（2011年7月29日発売 、ISBN 978-4091840899）[注釈 7]
- 第6巻（2011年11月28日発売 、ISBN 978-4091842169）[注釈 8]
- 第7巻（2012年4月27日発売、ISBN 978-4091845450）[注釈 9]